# بيرانا (فلم)
بيرانا (بالإنجليزية: Piranha) هو فيلم رعب كوميدي أمريكي من إخراج جو دانتي وبطولة برادفورد ديلمان، هيثر منزيس، كيفين مكارثي، كينان وين وباربرا ستيلي، صدر الفيلم في 28 يوليو 1978.

## روابط خارجية
- مقالات تستعمل روابط فنية بلا صلة مع ويكي بيانات

لا توجد روابط لمواقع التواصل الاجتماعي.